# Zračna luka Manas
Zračna luka Manas (kirgiški jezik: Манас эл-аралык аэропорт) (IATA: FRU, ICAO: UCFM) je glavna međunarodna zračna luka u Kirgistanu. Nalazi se 25 km sjeverozapadno od glavnog grada Biškeka.
Zračna luka je u funciji 24 sata dnevno i zadovoljava ICAO standarde CAT II.
To je također mjesto Tranzitnog centra Manas, koji je američka zračna baza za Afganistan.
Godine 2007. bilo je 625,500 putnika, koji su prošli kroz Zračnu luku Manas, što je povećanje od 21% u odnosu na prethodnu godinu. Oko 23,000 tona tereta prevezeno je 2007. godine.
Ova zračna luka je izgrađena kao zamjena za staru zračnu luku u Biškeku, koja je bila smještena na jugu grada. Dobila je ime po kirgistanskom epskom junaku Manasu, na prijedlog istaknutog pisca i intelektualca Čingiza Ajtmatova. Prvi zrakoplov sletio je u Zračnu luku Manas u listopadu 1974. U njemu je bio sovjetski premijer Aleksej Kosigin. Prvi let s ove zračne luke bio je za Zračnu luku Moskva-Domodedovo 4. svibnja 1975. godine.
Kada je Kirgistan stekao neovisnost od Sovjetskog Saveza 1991., zračna luka je počela spor, ali stalan pad. Infrastruktura je propadala gotovo 10 godina. Obnova je počela od 2001., kada je SAD počeo koristiti ovu zračnu luku u sklopu vojnih operacija u Afganistanu. Do 2007., zračna luka je obnovljena i modernizirana te ima prateće sadržaje.